# Caravan petrol
Caravan petrol è un film del 1960 diretto da Mario Amendola.

## Trama
Il barbiere napoletano Ciro si arrangia a Napoli senza una lira ma all'improvviso la sua sfortuna può cambiare per via di una eredità da parte di un lontano parente da riscuotere in un paese arabo ricco di petrolio come l'Irat. Tuttavia, come molti paesi petroliferi, il governo deve fare i conti con le fazioni che con le armi vogliono prendere il potere come il capo dei ribelli Fazell e quindi il povero Ciro si trova in un paese sempre instabile dove i capi al potere cambiano ogni cinque minuti. Lui, che non c'entra niente con le due fazioni in lotta, spera di poter realizzare subito la sua fortuna per tornare a Napoli.

## Produzione
Al film parteciparono il cantante Renato Carosone e il suo sestetto nel ruolo di sé stessi.